# Romuald Romicki
Romuald Romicki vel Rękawek (ur. 3 lutego 1901 w Warszawie, zm. 8 lipca 1979 tamże) – polski inżynier mechanik, konstruktor lotniczy, dyrektor Głównego Instytutu Lotnictwa, organizator szkoleń lotniczych.

## Życiorys
Urodził się 3 lutego 1901 w Warszawie jako syn Kacpra i Wiktorii z Ziemińskich. W latach 1910–1915 był uczniem II Rosyjskiego Gimnazjum Męskiego przy ulicy Nowolipki 11 w Warszawie, a następnie Gimnazjum Emiliana Konopczyńskiego przy ulicy Sewerynówka 4, gdzie w 1919 uzyskał maturę.
11 listopada 1918 brał aktywny udział w opanowaniu Lotniska Mokotowskiego. Razem z nim w akcji tej uczestniczyli m.in. Ryszard Bartel, Zygmunt Puławski, Karol Oderfeld i Stefan Doroszewski.
Po zdaniu matury służył w lotnictwie wojskowym jako mechanik lotniczy. W 1920 rozpoczął studia na Wydziale Budowy Maszyn i Elektrotechniki Politechniki Warszawskiej, które ukończył w 1931 z tytułem inżyniera mechanika.
W 1929 i 1930 pracował w Instytucie Badań Technicznych (od 1936 Instytut Techniczny Lotnictwa, ITL) jako konstruktor i tłumacz w dziale wydawnictw, następnie po odpracowaniu stypendium służył w Wojsku Polskim. W latach 1933–1935 ponownie był zatrudniony w IBTL, gdzie jako konstruktor zajmował się sprawdzaniem obliczeń aerodynamicznych i wytrzymałościowych oraz opracowywaniem programów prób statycznych. Publikował artykuły na tematy lotnicze na łamach m.in. „Skrzydlatej Polski”, „Technicznych Nowości Lotniczych”, „Techniki Lotniczej”.
W latach 1932–1933 odbył szkolenie szybowcowe w Polichnie, następnie w Bezmiechowej. W 1934 ukończył kurs lotów holowanych za samolotem. W tym samym roku został przydzielony do grupy technicznej Międzynarodowych Zawodów Samolotów Turystycznych Challenge w Paryżu. Był członkiem Aeroklubu Warszawskiego.
W 1935 rozpoczął pracę jako konstruktor w PZL-Wytwórnia Płatowców nr 1 Warszawa-Paluch na Okęciu, gdzie w prototypowym biurze konstrukcyjnym wykonał obliczenia wytrzymałościowe samolotów bombowych ZPZL-30 Żubr i PZL-37 Łoś.
W kwietniu 1936 został zatrudniony w Lubelskiej Wytwórni Samolotów, obejmując stanowisko zastępcy kierownika biura konstrukcyjnego. Kierował tam grupą projektującą samolot obserwacyjny LWS-3 Mewa. W 1937 został kierownikiem działu fabrycznej kontroli technicznej oraz pełnomocnikiem (prokurentem) w LWS. We wrześniu 1937 ponownie wrócił do pracy w Instytucie Technicznym Lotnictwa, gdzie w latach 1938–1939 opracował projekt przepisów budowy samolotów.
W czasie wojny obronnej 1939 służył w eskadrze zapasowej 1 Pułku Lotniczego. Od października 1939 pracował początkowo jako szklarz, następnie był nauczycielem matematyki w szkole zawodowej, a od września 1942 został wykładowcą wytrzymałości materiałów oraz części maszyn w Państwowej Szkole Elektrycznej II stopnia oraz w Państwowej Szkole Budowy Maszyn II stopnia. Od 1941 r. używając pseudonimu „Jerzymski” należał do ZWZ, a następnie do AK, gdzie kierował konspiracyjnym Instytutem Technicznym Lotnictwa Komendy Głównej AK, pod kryptonimem „Dural”, podporządkowanym od 1942 Wydziałowi Przemysłu Lotniczego KG AK, jako dział naukowy. Jego zastępcami byli inż. Stanisław Madeyski i inż. Stefan Waciórski, który był inicjatorem technicznej działalności lotniczej w konspiracji.
Po wojnie był pracownikiem Ministerstwa Komunikacji, gdzie w 1946 był organizatorem konkursu na motoszybowiec, w którego wyniku został zbudowany motoszybowiec „Pegaz” konstrukcji inż. Tadeusza Chylińskiego. W okresie od lutego 1946 r. do marca 1947 brał udział w zakupie z demobilu samolotów Piper Cub w amerykańskiej strefie okupacyjnej z przeznaczeniem dla aeroklubów. W 1948 podjął pracę w Głównym Instytucie Lotnictwa na stanowisku kierownika Działu Badań w Locie. Wykładał w Szkole Inżynierskiej im. H. Wawelberga i S. Rotwanda. W latach 1948–1952 pełnił funkcję dyrektora Głównego Instytutu Lotnictwa.
Po 1952 został przez komisję weryfikacyjną uznany za „jednostkę niepewną” (zataił przynależność do AK) i odsunięty od lotnictwa.
Do 1958 pracował w Państwowym Wydawnictwie Naukowym. Na Politechnice Warszawskiej wykładał mechanikę ogólną. W 1956 brał udział w utworzeniu Lotniczej Komórki Historycznej Aeroklubu PRL. W 1958 był członkiem założycielem Polskiego Towarzystwa Mechaniki Teoretycznej i Stosowanej. W latach 1958–1959 był pracownikiem naukowym Instytutu Technicznego Wojsk Lotniczych. Od 1960 do 1965 prowadził jedną z pracowni w Zakładzie Wytrzymałości Instytut Lotnictwa kierowanym przez mgr inż. Tadeusza Chylińskiego. Prowadził tam m.in. obliczenia i badania flatterowe samolotu TS-11 Iskra. Na emeryturę przeszedł w 1970.
Był autorem książki Rozwiązania zadań z mechaniki zbioru I.W. Mieszczerskiego (PWN 1973) oraz współautorem „Wprowadzenia do techniki i projektowania technicznego” (WNT 1971). Przetłumaczył z rosyjskiego książkę Borisa Kuzniecowa pt. Nauka w roku 2000 (ros. Наука в 2000 году).
Był mężem Janiny z Schurigów (1905–2002).
Zmarł 8 lipca 1979 w Warszawie, pochowany na cmentarzu ewangelicko-augsburskim (sektor AL23-1-26).

## Ordery i odznaczenia
- Srebrny Krzyż Zasługi (13 lipca 1955)[5]
- Medal 10-lecia Polski Ludowej (15 stycznia 1955)[6]